# Karen Willems
Karen Willems (1979) is een Belgische drumster en percussioniste.
Willems werd als klein meisje majorette bij de fanfare, waar ze ontdekte dat ze liever mee wilde lopen met de trommelaars. Ze volgde muziekles aan de plaatselijke muziekschool en speelde slagwerk bij fanfare Nooit Gedacht.
Later studeerde ze jazz en lichte muziek in Gent en Knokke en werd ze drumster bij The Saint Michael's big band uit Sint-Laureins.
Willems studeerde nadien tuinbouw, maar moest na een auto-ongeluk lang revalideren en besloot tijdens deze periode om zich volledig op muziek toe te leggen. Ze werd lid van Yuko, een band waarmee ze drie albums maakte en doorheen heel Europa toerde.
In 2012 richtte ze de band Inwolves op.
Willems drumde tevens bij Zita Swoon en speelde mee bij Novastar, Silver Junkie, Mauro Pawlowski, Dirk Serries, Kaboom Karavan en Arno.
In 2016 was Willems artist in residence in de Eekloose muziekclub N9.